# Cartel de Buga
El Cartel de Buga fue el nombre dado por la Administración para el Control de Drogas (DEA) a la organización criminal dedicada al tráfico de cocaína, encabezada por Ramón Quintero y Duffay Gutiérrez.
El nombre de "cartel" se le dio, principalmente, en contraste con el así llamado Cartel de Cali, quien fue su principal rival, a partir del enfrentamiento armado que tuvieron estas dos organizaciones a mediados de la década de los 90s.  Nótese que en Colombia siempre se ha pronunciado "cartel" (palabra aguda).

## Historia
Ramón Quintero, hijo de un profesor de matemáticas de Buga, llegó a convertirse en uno de los capos del narcotráfico en Colombia.
Aunque inició en el mundo de la mafia desde hace más de 20 años era una especie de narco invisible pues mientras muchos de sus socios eran identificados por las autoridades, Quintero, alias RQ, pasaba desapercibido.
Sólo hasta el año 2006 de la Fiscalía 21 Especializada de Cali le emitió una orden de captura por enriquecimiento ilícito y concierto para delinquir. En Estados Unidos es acusado por narcotráfico y lavado de activos desde 1999 por el Distrito Sur de Florida.
En enero de 2009 el Departamento del Tesoro de Estados Unidos incluyó en la ‘Lista Clinton’ a 19 de los presuntos lugartenientes y socios del narco, así como a 16 de sus empresas. Actualmente es quien esta detrás, a través de testaferros, del concesionario contratado por las alcaldías de Buga Y Tuluá para el manejo del sistema de comparendos, multas y control de tráfico de los departamentos de tránsito transporte, cuyas denuncias por corrupción son bastante frecuentes. 
Las autoridades estadounidenses señalan como principales lugartenientes del capo al ‘Gordo Dufay’, quien según las autoridades, sería el jefe de la banda ‘La 19’; y a alias Pelo de Cobre’, quien permanece en el centro del Valle y Bogotá, señalado de ser el segundo de su organización.
Otro de los señalados es ‘Chute’, quien es Orlando Cifuentes, investigado por ser uno de los hombres de confianza de Quintero. Varios de los familiares de Cifuentes también son mencionados en la lista.
En la Ciudad Señora es conocido como el amo y señor. Allí maneja un grupos conocido como la banda de ‘La 19’.
‘RQ’ también tiene influencia en Tuluá, Palmira, Zarzal, Chocó y parte del Eje Cafetero, según las autoridades.
Ramón Quintero, de 65 años, también es conocido por su gusto por las mujeres bonitas, con las que, según las autoridades, hace constantes viajes a Panamá y San Andrés.
El nombre de Ramón Quintero Sanclemente empezó a ser conocido tras el asesinato de Wílber Varela, ‘Jabón’. Las autoridades lo mencionaban como uno de los posibles sucesores del capo.
Precisamente, Quintero por la amistad que tuvo con el capo Varela fue la persona que envío a emisarios a reclamar su cadáver en Mérida, Venezuela.
‘RQ’ hacía constantes viajes a Venezuela, así como a Ecuador, para evadir el cerco que desde hace casi dos años le tenían las autoridades.
Perfil
- Nombre:Ramón Alberto Quintero Sanclemente.
- Alias: RQ, Lucas, Thomas o Don R.
- Edad: 65 años.
- Fecha de nacimiento: 30 de noviembre de 1958.
- Lugar de nacimiento: Buga.
- Cédula: 14.881.147